# Кусака Гензуи
Кусака Гензуи (久坂 玄瑞, 1840. – 20. август 1864) био је јапански самурај из области Чошу који је био активан током Бакумацу периода поставши један од кључних промотера соно џои покрета. Током Кинмон инцидента изгубио је живот у борби са снагама области Сацума.

## Кратка биографија
Кусака Гензуи се у детињству звао Хидезабуро а рођен је 1840. године у Хагију, граду у провинцији Нагато која је тада била у склопу феудалне области Чошу. Био је трећи син лекара Кусаке Рјотекија  и Томико. Његов најстарији брат звао се Генки, док му је други брат умро у раном детињству. Породица је била део самурајске класе и за то је примала доприносе од 25 кокуа.
Од најранијег доба Гензуи је учио из кинеских класика и уџбеника који су му долазили под руку. Похађао је исту школу као и Такасуги Шинсаку и био део ученика Јошиде Шоина. У једном тренутку је похађао и локалну медицинску школу „Косеикан“. Када је имао четрнаест година умире му мајка а исте године и отац као и брат Генки. Као једини члан породице наставља са породичним послом у медицини, брије главу и узима име Гензуи. Са 17 година добија место у дому школе „Коисекан“ и стипендију чије трошкове у потпуности покрива област.

## Сусрет са Јошида Шоином
Године 1856. Накамура Мичитаро препоручује Гензуија да настави своје школовање на острву Кјушу што је он искористио да обиђе цело острво, посети познате пределе као и утицајне књижевне фигуре које су га инспирисале да се бави писањем поезије. Док је био и Кумамотоу, један самурај, Мијабе Теизо, га је подстакао да учи у школи Јошиде Шоина, у којој је већ неко време учио пријтељ његовог брата. Након што се вратио у Хаги, Гензуи пише Шоину писмо и уз помоћ Цучија Шокаија, који је био пријатељ Шоина и успева да се пријави као ученик његове школе.
У свом писму Шоину, Гензуи је преставио своје политичко мишљење и запажања, успут наводећи: "Као за време битке у Куану (1281) страни представници морају бити исечени на шта ће Американци сигурно реаговати нападом. Кад се то буде десило тај догађај подићи ће морал и дисциплину самураја који ће се претворити у енергичну снагу националне одбране. "  Шоин је вратио писмо исписивајући оштру критику на маргини: "Ваш аргумент је неозбиљан, плитак и неискрен. Мрзим овакво мишљење и не подржавам особе које их пишу. Прекасно је да се тако реагује према америчким представницима. Ако бисмо узели за пример старе начине да решимо проблеме у модерном свету то би само показало колико смо плитки у пресудама. Боље би ти било да боље промислиш него да губиш време пишући овакве текстове. Напомене које се не могу показати у пракси немају никакву сврху." 

## Физички опис
Иако није за собом оставио фотографију, остали су цртани портрети и писмени описи који говоре да је Гензуи био висок 6 шакуа (182 цм) и да је имао добру и развијену грађу. Имао је мрену на једном оку и био је препознатљив по висини и тону свога гласа. 

## Оригинални цитати
1. ↑  「弘安の役の時の如く外国の使者を斬るべし。そうすれば、必ず米国は来襲する。来襲すれば、綱紀の緩んだ武士達も覚醒し、期せずして国防も厳重になるであろう」[8]
2. ↑  「あなたの議論は浮ついており、思慮も浅い。至誠より発する言葉ではない。私はこの種の文章を憎みこの種の人間を憎む。アメリカの使節を斬るのは今はもう遅い。昔の死んだような事例をもとに、現在のまったく違った出来事を解決しようということを思慮が浅いと言うのだ。つまらぬ迷言を費すよりも、至誠を積み蓄えるべきだ。実践を抜きにした言説は駄目だ」[9]

## Цитирани радови
- Furukawa, Kaoru (1979). Kakan no shishi: Kusaka Genzui den 花冠の志士 : 久坂玄瑞伝. Bungeishunjū. OCLC 23327076.
- Huber, Thomas M. (1990). The Revolutionary Origins of Modern Japan. Stanford University Press. ISBN 978-0-8047-1755-7.
- Takeda, Kanji (1944). Kusaka Genzui 久坂玄瑞 (на језику: Japanese). Dōtōsha. OCLC 33654618.
- Tateishi, Yū (2015). Kusaka Genzui: Takasugi Shinsaku to narabi shōsareta shōkasonjuku no shun'ei 久坂玄瑞 : 高杉晋作と並び称された松下村塾の俊英 (на језику: Japanese). PHP Kenkyūjo. ISBN 9784569762630.